# Jakub Kosecki
Jakub Kosecki, ps. Kosa (ur. 29 sierpnia 1990 w Warszawie) – polski piłkarz, występujący na pozycji pomocnika. W latach 2012–2013 reprezentant Polski.

## Kariera klubowa
Szlak jego juniorskiej kariery wiódł przez akademie klubów, w których występował jego ojciec, Roman Kosecki. Jakub zaczynał we francuskim klubie FC Nantes, by następnie przenieść się do Montpellier HSC. Przed powrotem do Polski występował jeszcze w juniorskiej drużynie Chicago Fire. W 2001 trafił do Kosy Konstancin – szkółki założonej przez swojego ojca. 
W 2008 przeszedł do Legii Warszawa. W sezonie 2009/2010 został wybrany najlepszym piłkarzem Młodej Ekstraklasy. 4 grudnia 2009 w zremisowanym 1:1, meczu z Zagłębiem Lubin zadebiutował w Ekstraklasie. 22 lipca 2010, został wypożyczony na rok do ŁKS-u Łódź. W drużynie zadebiutował 1 sierpnia 2010, w meczu z Pogonią Szczecin, strzelając również debiutancką bramkę. Łącznie w sezonie 2010/2011 rozegrał dla ŁKS-u, 28 meczów na poziomie I ligi, strzelając w nich 11 bramek i wygrywając rozgrywki, awansował z klubem do Ekstraklasy. Po sezonie wrócił do Legii, zagrał łącznie w 5 spotkaniach nowego sezonu i udał się na kolejne wypożyczenie, tym razem do występującej w Ekstraklasie, Lechii Gdańsk. W drużynie zadebiutował 3 marca 2012 w meczu z Wisłą Kraków (0:2), natomiast 24 marca 2012, w spotkaniu z Podbeskidziem, strzelił swoje dwie pierwsze bramki dla Lechii. Po zakończeniu sezonu wrócił do Legii, i stał się podstawowym zawodnikiem warszawskiej drużyny. W sezonie 2012/13, wystąpił w 35 meczach, w których strzelił 11 goli i zanotował 10 asyst, prowadząc Legię, do zdobycia mistrzostwa Polski i krajowego pucharu. W sezonie 2013/2014, ponownie sięgnął z Legią po mistrzostwo Polski, a sezon później po raz kolejny wzniósł trofeum Pucharu Polski.
W lipcu 2015 został wypożyczony na rok z opcją wykupienia do drugoligowego niemieckiego klubu SV Sandhausen. W 2. Bundeslidze, zadebiutował 26 lipca 2015, w wygranym 3:1, meczu z Eintrachtem Brunszwik. 14 sierpnia 2015, w ligowym meczu z Padeborn (6:0), zdobył swoją pierwszą bramkę dla Sandhausen. W sezonie 2015/16 zagrał w 18 meczach, strzelając 2 bramki i notując 2 asysty a po sezonie wrócił do Legii. Wystąpił w trzech meczach stołecznej drużyny- dwóch na poziomie Ekstraklasy i w Superpucharze Polski z Lechem, jednak nie zdołał przebić się do składu. 8 sierpnia 2016 definitywnie przeniósł się do Sandhausen, podpisując z tym klubem dwuletni kontrakt. Sezon 2016/17 zakończył z dorobkiem 2 bramek i 3 asyst w 22 meczach niemieckiej drużyny.
22 czerwca 2017, podpisał trzyletni kontrakt ze Śląskiem Wrocław. W klubie zadebiutował, 16 lipca 2017, w meczu I kolejki Ekstraklasy, przeciwko Arce Gdynia (0:2). 28 lipca 2017 w meczu z Lechią Gdańsk, zdobył swoją pierwszą bramkę dla Śląska. Sezon 2017/18 zakończył z 4 bramkami i 5 asystami uzyskanymi w 27 występach dla drużyny z Wrocławia. Jego ostatnim spotkaniem w barwach Śląska, był wygrany 3:1, mecz inaugurujący sezon 2018/19 przeciwko Cracovii, w którym zdobył jedną z bramek.
24 lipca 2018 podpisał trzyletni kontrakt z tureckim drugoligowym klubem Adana Demirspor. Zadebiutował 10 sierpnia 2018 w wygranym 1:0, meczu I kolejki TFF 1. Lig z Karabüksporem.
23 lutego 2021 podpisał półroczny kontrakt z występującą w Ekstraklasie, Cracovią. 1 lutego 2022 został piłkarzem drugoligowego Motoru Lublin. Po zakończeniu sezonu 2021/2022 opuścił zespół i związał się z występującym w warszawskiej piątej lidze amatorskim klubem KTS Weszło. Zadebiutował 13 sierpnia 2022, zdobywając bramkę w wygranym 6:0 wyjazdowym spotkaniu przeciwko Drukarzowi Warszawa. W sezonie 2022/2023 awansował do IV ligi mazowieckiej. Po sezonie 2023/2024 odszedł z KTS, a 2 sierpnia 2024 został zawodnikiem KS Raszyn w V lidze. Wiosną 2025 został zawodnikiem Kosy Kostancin.

## Statystyki kariery klubowej
| Klub                 | Sezon              | Liga               | Liga  | Liga   | Puchar kraju | Puchar kraju | Europa | Europa | Inne  | Inne   | Suma  | Suma   |
| Klub                 | Sezon              | Liga               | Mecze | Bramki | Mecze        | Bramki       | Mecze  | Bramki | Mecze | Bramki | Mecze | Bramki |
| -------------------- | ------------------ | ------------------ | ----- | ------ | ------------ | ------------ | ------ | ------ | ----- | ------ | ----- | ------ |
| Legia Warszawa       | 2009/10            | Ekstraklasa        | 2     | 0      | 1            | 0            | –      | –      | –     | –      | 3     | 0      |
| ŁKS Łódź (wyp.)      | 2010/11            | I liga             | 28    | 11     | 2            | 1            | –      | –      | –     | –      | 30    | 12     |
| Legia Warszawa       | 2011/12            | Ekstraklasa        | 4     | 0      | 1            | 0            | 2      | 0      | –     | –      | 7     | 0      |
| Lechia Gdańsk (wyp.) | 2011/12            | Ekstraklasa        | 8     | 2      | –            | –            | –      | –      | –     | –      | 8     | 2      |
| Legia Warszawa       | 2012/13            | Ekstraklasa        | 25    | 9      | 3            | 0            | 6      | 2      | 1     | 0      | 35    | 11     |
| Legia Warszawa       | 2013/14            | Ekstraklasa        | 14    | 0      | 1            | 1            | 8      | 2      | –     | –      | 23    | 3      |
| Legia Warszawa       | 2014/15            | Ekstraklasa        | 20    | 3      | 4            | 2            | 11     | 1      | 1     | 0      | 36    | 6      |
| SV Sandhausen (wyp.) | 2015/16            | 2. Bundesliga      | 17    | 2      | 1            | 0            | –      | –      | –     | –      | 18    | 2      |
| Legia Warszawa       | 2016/17            | Ekstraklasa        | 2     | 0      | –            | –            | –      | –      | 1     | 0      | 3     | 0      |
| SV Sandhausen        | 2016/17            | 2. Bundesliga      | 20    | 2      | 2            | 0            | –      | –      | –     | –      | 22    | 2      |
| Śląsk Wrocław        | 2017/18            | Ekstraklasa        | 26    | 4      | 1            | 0            | –      | –      | –     | –      | 27    | 4      |
| Śląsk Wrocław        | 2018/19            | Ekstraklasa        | 1     | 1      | –            | –            | –      | –      | –     | –      | 1     | 1      |
| Adana Demirspor      | 2018/19            | TFF 1. Lig         | 21    | 1      | 2            | 0            | –      | –      | –     | –      | 23    | 1      |
| Adana Demirspor      | 2019/20            | TFF 1. Lig         | 16    | 0      | 0            | 0            | –      | –      | –     | –      | 16    | 0      |
| Adana Demirspor      | 2020/21            | TFF 1. Lig         | 6     | 0      | 3            | 0            | –      | –      | –     | –      | 9     | 0      |
| Cracovia             | 2020/21            | Ekstraklasa        | 8     | 0      | 1            | 0            | –      | –      | –     | –      | 9     | 0      |
| Motor Lublin         | 2021/22            | II liga            | 11    | 0      | –            | –            | –      | –      | –     | –      | 11    | 0      |
| Ogólnie w karierze   | Ogólnie w karierze | Ogólnie w karierze | 229   | 35     | 22           | 4            | 27     | 5      | 3     | 0      | 271   | 44     |

## Statystyki kariery reprezentacyjnej
| Reprezentacja | Rok  | Mecze | Bramki |
| ------------- | ---- | ----- | ------ |
| Polska U-21   |      |       |        |
| 2010          | 1    | 0     |        |
| Suma          | Suma | 1     | 0      |
| Polska        |      |       |        |
| 2012          | 1    | 0     |        |
| 2013          | 4    | 1     |        |
| Suma          | Suma | 5     | 1      |

| Mecze i gole w reprezentacji | Mecze i gole w reprezentacji | Mecze i gole w reprezentacji | Mecze i gole w reprezentacji | Mecze i gole w reprezentacji | Mecze i gole w reprezentacji | Mecze i gole w reprezentacji |
| Polska U-21                  | Polska U-21                  | Polska U-21                  | Polska U-21                  | Polska U-21                  | Polska U-21                  | Polska U-21                  |
| Lp.                          | Data                         | Miejsce                      | Przeciwnik                   | Wynik                        | Gol                          | Rozgrywki                    |
| ---------------------------- | ---------------------------- | ---------------------------- | ---------------------------- | ---------------------------- | ---------------------------- | ---------------------------- |
| 1.                           | 09.06.2010                   | Junglinster, Luksemburg      | Luksemburg U-21              | 0:1                          |                              | towarzyski                   |
| Polska                       |                              |                              |                              |                              |                              |                              |
| 1.                           | 14.12.2012                   | Antalya, Turcja              | Macedonia Północna           | 4:1                          |                              | towarzyski                   |
| 2.                           | 22.03.2013                   | Warszawa, Polska             | Ukraina                      | 1:3                          |                              | el. MŚ 2014                  |
| 3.                           | 26.03.2013                   | Warszawa, Polska             | San Marino                   | 5:0                          | Gol                          | el. MŚ 2014                  |
| 4.                           | 04.06.2013                   | Kraków, Polska               | Liechtenstein                | 2:0                          |                              | towarzyski                   |
| 5.                           | 07.06.2013                   | Kiszyniów, Mołdawia          | Mołdawia                     | 1:1                          |                              | el. MŚ 2014                  |

## Sukcesy

### Legia Warszawa
- Mistrzostwo Polski: 2012/2013, 2013/2014
- Puchar Polski: 2011/2012, 2012/2013, 2014/2015

### Indywidualne
- Najlepszy piłkarz Młodej Ekstraklasy: 2009/2010

## Życie prywatne
Syn piłkarza Romana Koseckiego. Żonaty z Aleksandrą, mają syna Antoniego (ur. 2017).

## Walki freak fight
W grudniu 2023 roku ogłoszono, że Jakub Kosecki podpisał kontrakt na walkę kick-bokserską (zasady K-1) z organizacją typu freak fight – Fame MMA. Jego przeciwnikiem podczas jubileuszowej gali Fame 20: The Celebration & The Tournament, która odbyła się 10 lutego 2024 w krakowskiej Tauron Arenie, był streamer Łukasz „Tuszol” Tuszyński. Kosecki przegrał debiutanckie starcie w pierwszej rundzie przez techniczny nokaut, kiedy to trzykrotnie był nokdaunowany przez rywala, w związku z czym sędzia w wyniku ostatniego liczenia przerwał ten pojedynek.
Drugą walkę w tej samej formule miał stoczyć z byłym członkiem Ekipy Friza, Mateuszem „Trombą” Trąbką. Do walki nie doszło przez wycofanie się Koseckiego z powodów zdrowotnych.